# Tetrapturus
Tetrapturus – rodzaj ryb żaglicowatych.

## Klasyfikacja
Gatunki zaliczane do tego rodzaju:
- Tetrapturus angustirostris
- Tetrapturus belone – marlin śródziemnomorski[3]
- Tetrapturus georgii
- Tetrapturus pfluegeri – marlin długonosy[potrzebny przypis]

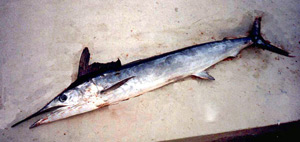
Tetrapturus belone